# Gérard Gili
Gérard Gili (Marsiglia, 7 agosto 1952) è un allenatore di calcio ed ex calciatore francese.

## Biografia
La sua carriera da calciatore durerà dal 1968, anno in cui esordirà nelle giovanili della squadra della sua città natale (l'Olympique Marsiglia), fino al 1983, anno in cui chiuderà nelle file della stessa squadra che lo aveva lanciato. Durante la sua carriera militò due volte nel Bastia (dal 1973 al 1976 come titolare e poi nella stagione 1980-81 come secondo vincendo la Coppa di Francia senza mai scendere in campo) e nel Rouen dal 1976 al 1980, salvo una parentesi nel campionato 1978-79 con l'Olympique Alès.
Al termine della sua carriera Gili entrerà a far parte dello staff tecnico dell'Olympique Marsiglia di cui diverrà allenatore nel 1988 vincendo due titoli consecutivi e la Coppa di Francia nella stagione 1988-89. Nel 1990 fu sostituito da Franz Beckenbauer alla guida della squadra e si trasferì al Bordeaux, che pur terminando il campionato a metà classifica, retrocederà alla fine dell'anno in Division 2 per problemi finanziari. Dopo una stagione di inattività Gili allenò per due anni il Montpellier, quindi nel 1994 e in seguito dal 1995 al 1997 tornò ad allenare l'Olympique Marsiglia senza riuscire a raggiungere i risultati degli esordi.
In seguito divenne commissario tecnico della nazionale egiziana dal 1999 al 2000, quindi nel 2002 passò ad allenare il Bastia. Nel 2004 entrò nello staff tecnico della nazionale della Costa d'Avorio inizialmente come vice del commissario tecnico Henri Michel, e poi come allenatore della nazionale olimpica, che guiderà verso la qualificazione per i Giochi olimpici di Pechino. All'inizio del 2008 Gili assunse provvisoriamente la carica di commissario tecnico della nazionale ivoriana in sostituzione di Ulrich Stielike ritiratosi per motivi personali: nel maggi maggio dello stesso anno fu infatti rimpiazzato da Vahid Halilhodžić.

## Palmarès

### Calciatore
- Campionato francese: 1

Olympique Marsiglia: 1971-72
- Coppa di Francia: 1

Bastia: 1980-81

### Allenatore
- Campionato francese: 2

Olympique Marsiglia: 1988-89, 1989-90
- Coppa di Francia: 1

Olympique Marsiglia: 1988-89

#### Individuale
- Allenatore francese dell'anno: 1

1989